# Rhinella granulosa
Rhinella granulosa és una espècie de gripau de la família Bufonidae. Es troba a l'Argentina, Bolívia, Brasil, Colòmbia, Guiana Francesa, Guyana, Panamà, el Paraguai, Surinam i Veneçuela. El seu hàbitat natural inclou boscos secs tropicals o subtropicals, boscos humits tropicals o subtropicals a baixa altitud, sabanes seques i humides, zones d'arbustos tropicals o subtropicals i secs, prades a baixa altitud, rius, pantans, aiguamolls d'aigua dolça, terra arable, zones de pastures, plantacions, jardins rurals, àrees urbanes i zones prèviament boscoses ara molt degradades.